# العلاقات الغينية الكمبودية
العلاقات الغينية الكمبودية هي العلاقات الثنائية التي تجمع بين غينيا وكمبوديا.

## مقارنة بين البلدين
هذه مقارنة عامة ومرجعية للدولتين:
| وجه المقارنة                                              | غينيا       | كمبوديا                   |
| --------------------------------------------------------- | ----------- | ------------------------- |
| المساحة (كم2)                                             | 245.86 ألف  | 181.03 ألف                |
| عدد السكان (نسمة)                                         | 12.72 مليون | 16.01 مليون               |
| الكثافة السكانية (ن./كم²)                                 | 51.74       | 88.44                     |
| العاصمة                                                   | كوناكري     | بنوم بنه                  |
| اللغة الرسمية                                             | لغة فرنسية  | اللغة الخميرية            |
| العملة                                                    | فرنك غيني   | ريال كمبودي، دولار أمريكي |
| الناتج المحلي الإجمالي (بليون دولار)                      | 10.50 مليار | 22.16 مليار               |
| الناتج المحلي الإجمالي (تعادل القوة الشرائية) بليون دولار | 15.24 مليار | 54.37 مليار               |
| الناتج المحلي الإجمالي الاسمي للفرد دولار أمريكي          | 531         | 1.16 ألف                  |
| الناتج المحلي الإجمالي للفرد دولار أمريكي                 | 1.22 ألف    | 3.26 ألف                  |
| مؤشر التنمية البشرية                                      | 0.411       | 0.555                     |
| رمز المكالمات الدولي                                      | +224        | +855                      |
| رمز الإنترنت                                              | .gn         | .kh                       |
| المنطقة الزمنية                                           | 00          | ت ع م+07:00               |

## منظمات دولية مشتركة
يشترك البلدان في عضوية مجموعة من المنظمات الدولية، منها:
| علم المنظمة | اسم المنظمة                               | تاريخ انضمام غينيا | تاريخ انضمام كمبوديا |
| ----------- | ----------------------------------------- | ------------------ | -------------------- |
|             | مؤسسة التنمية الدولية                     | 26 سبتمبر 1969     | 22 يوليو 1970        |
|             | يونسكو                                    | 2 فبراير 1960      | 3 يوليو 1951         |
|             | وكالة ضمان الاستثمار متعدد الأطراف        | 5 أكتوبر 1995      | 1 ديسمبر 1999        |
|             | الأمم المتحدة                             | 12 ديسمبر 1958     | 14 ديسمبر 1955       |
|             | الفريق المعني برصد الأرض                  | ?                  | ?                    |
|             | الاتحاد البريدي العالمي                   | ?                  | ?                    |
|             | البنك الدولي للإنشاء والتعمير             | 28 سبتمبر 1963     | 22 يوليو 1970        |
|             | منظمة حظر الأسلحة الكيميائية              | ?                  | ?                    |
|             | مؤسسة التمويل الدولية                     | 22 أكتوبر 1982     | 26 مارس 1997         |
|             | المركز الدولي لتسوية المنازعات الاستشارية | 4 ديسمبر 1968      | 19 يناير 2005        |
|             | منظمة التجارة العالمية                    | 25 أكتوبر 1995     | ?                    |
|             | منظمة الشرطة الجنائية الدولية             | ?                  | ?                    |

## وصلات خارجية
- موقع وزارة الخارجية الكمبودية